# CBS Evening News
CBS Evening News is de avondnieuwsuitzending van de Amerikaanse televisiezender CBS.

## Geschiedenis
Het programma wordt sinds 1948 uitgezonden. Momenteel wordt het doordeweeks gepresenteerd door Scott Pelley. Op zaterdag is de presentatie in handen van verschillende nieuwslezers en op zondag presenteert Jeff Glor.
Het programma wordt uitgezonden vanuit het CBS Broadcast Center in New York.
Op zondag begint het CBS Evening News een half uur eerder om 18:00/17:00 ET/CT. Op zaterdag begint het CBS Evening News een half uurt later dan als op zondag om 18:30/17:30 ET/CT.
Bij belangrijke evenementen zoals de inauguratie van de nieuwe President wordt het CBS Evening News gepresenteerd op locatie.

## Nieuwslezers

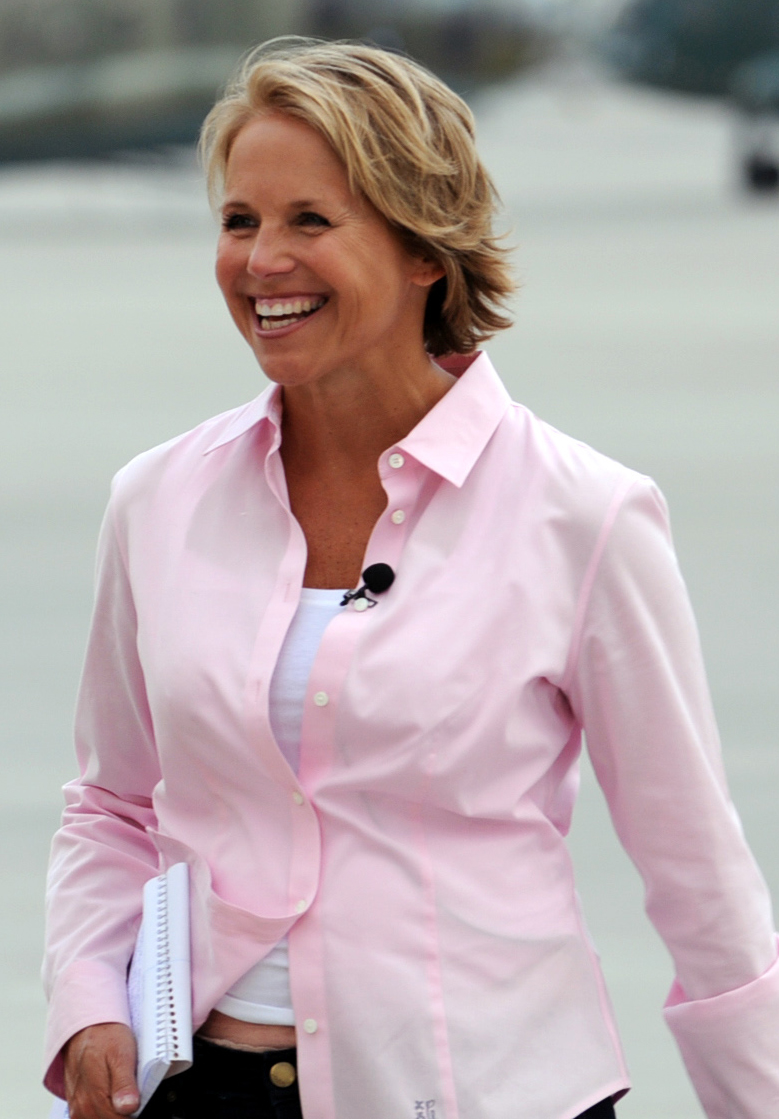
Katie Couric was van 2006 tot 2011 de anchorwoman van het CBS Evening News

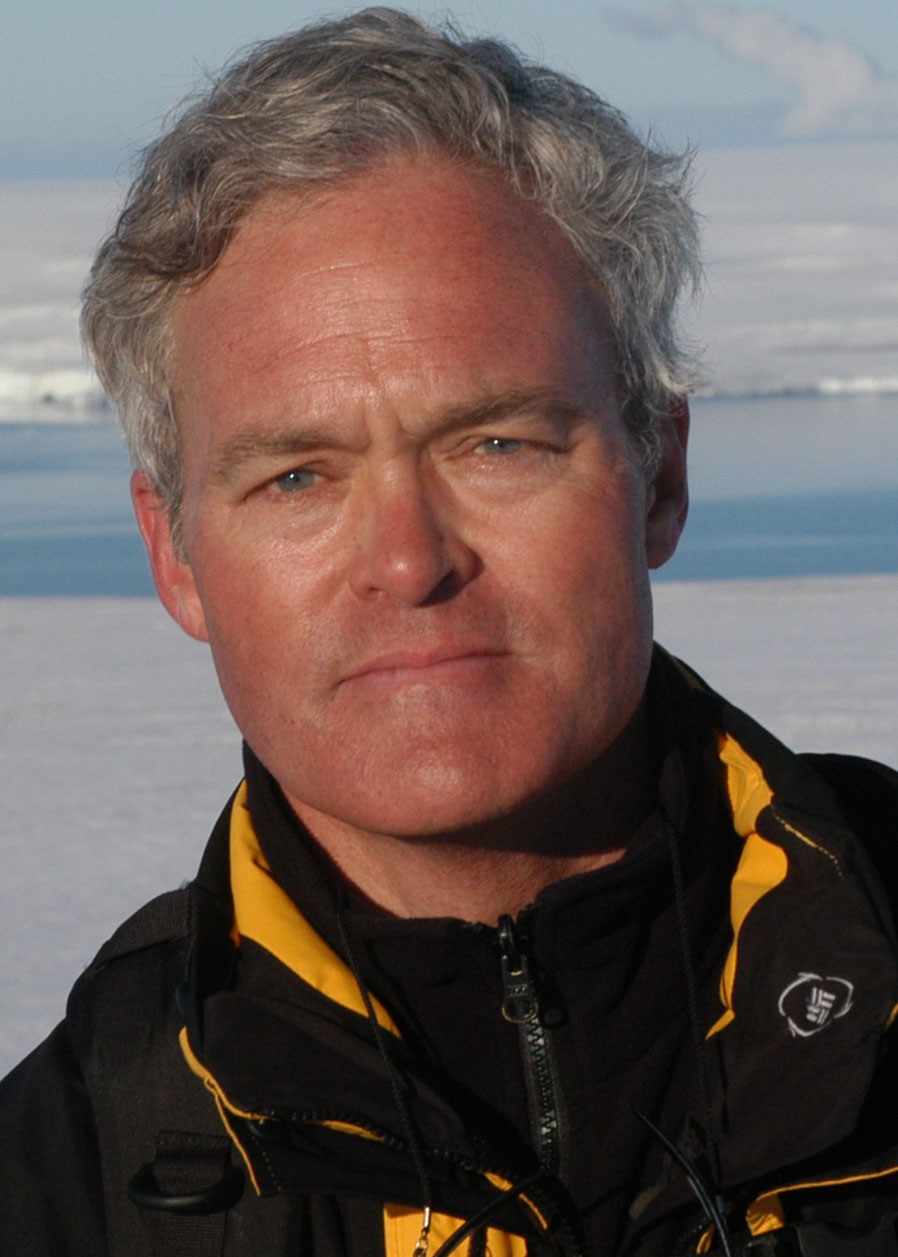
Scott Pelley was van 2011 tot 2017 de anchormen van het CBS Evening News

### Nieuwslezers van maandag tot en met vrijdag
- Douglas Edwards (1948-1962)
- Walter Cronkite (1962-1981)
- Dan Rather (1981-2005)
- Connie Chung (1993-1995)
- Bob Schieffer (2005-2006)
- Katie Couric (2006-19 mei 2011)
- Harry Smith (20 mei 2011-3 juni 2011,interim)
- Scott Pelley (6 juni 2011 - 16 juni 2017)
- Anthony Mason (19 juni 2017- 1 december 2017 ,Interim)
- Jeff Glor (vanaf 4 december 2017- 10 mei 2019)
- Norah O'Donnell (15 juli 2019 - 23 januari 2025)
- John Dickerson & Maurice DuBois (27 januari 2025-heden)

### Nieuwslezers in het weekend
- Reena Ninan (Zaterdagen) (2016-heden)
- Elaine Quijan (zondagen) (2016-heden)

#### Voormalige nieuwslezers in het weekend
- Dan Rather (1970-1975)
- Roger Mudd (1975-1976)
- Morton Dean (1976-1979)
- Bob Schieffer (1979-1990)
- Paula Zahn (1990-1996)
- John Roberts(1996-1997)
- Deborah Norville (1997-2002)
- Giselle Fernández (2002-2005)
- Mika Brzezinski (2005-2006)
- Jeff Glor (2009-2010,2012-2016)
- Russ Mitchell (2011)
- Jim Axelrod (2012-2016)

## Correspondenten
CBS News hoofdkantoor in New York:
- Armen Keteyian (Hoofd onderzoeken)
- Anthony Mason (Zakelijk) (Vervangende presentator)
- Byron Pitts (Hoofd Nationaal)
- Jeff Glor (Nationaal) (Presentator en hoofdredacteur CBS Evening news op zondag)
- Jim Axelrod (Nationaal)
- Jon LaPook (Medisch)
- Jennifer Ashton (Medisch)
- Peter Greenberg (Reizen)
- Rebecca Jarvis (Zakelijk en economie)
- Steve Hartman (Assignment America)
- Michelle Miller
- Seth Doane
- Elaine Quijano

Standplaats Washington, D.C.:
- Bob Schieffer (Chef Washington)
- Jan Crawford (Politiek)
- Lara Logan (Chef buitenlandse zaken)
- Chip Reid (nationaal)
- Norah O'Donnell (Chef Witte Huis)
- Bill Plante (Senior Witte Huis)
- Wyatt Andrews (Correspondent voor United States Department of State)
- Sharyl Attkisson (Follow the Money Investigations)
- Nancy Cordes (correspondente voor het Amerikaans Congres)
- David Martin (The Pentagon)
- Bob Orr (Justitie en Binnenlandse veiligheid)
- Whit Johnson

Standplaats Los Angeles:
- Terry McCarthy (Buitenland)
- Bill Whitaker
- Ben Tracy (Nationaal)

Standplaats Londen:
- Elizabeth Palmer
- Mark Phillips

Overige standplaatsen:
- Don Teague (Dallas)
- Kelly Cobiella (Miami)
- Allen Pizzey (Rome)
- Mandy Clark (Kaboel)
- Celia Hatton (Beijing & Tokio)
- Barry Petersen (Denver)
- John Blackstone (San Francisco)
- Mark Strassmann (Atlanta)
- Dean Reynolds (Chicago)
- Cynthia Bowers (Chicago)
- Sanjay Gupta (Medisch—CNN/Atlanta)

## Trivia
Elke presentator had zijn eigen afsluitende zin.
- Douglas Edwards eindigde altijd met de woorden: "Good night and good luck"
- Walter Cronkite eindigde altijd met de woorden "Thats the way it is"
- Dan Rather eindigde altijd met de woorden: "For the CBS Evening News Dan Rather reporting, good night"
- Katie Couric eindigde altijd met de woorden: "And that is the CBS Evening news. I'am Katie Couric in New York, good night" of "And that is the CBS Evening news. i'am Katie Couric, thank you so mutch for watching this week and have a great weekend, good night"
- Scott Pelley zal eindigen met de woorden: "And that is the CBS Evening news for tonight. I'am Scott Pelley for all of us at CBS news around the world good night" of "And that is the CBS Evening news for tonight. I'am Scott Pelley for all of us at CBS news around the world have a great weekend"
- Scott Pelley eindigde tijdens zijn laatste uitzending met de volgende woorden " for all of us at CBS news around the world good bye and good luck"